# Run With U
『Run With U』（ランウィズユー）は、フェアリーズの7thシングル。2014年2月19日にSONIC GROOVEから発売された。
テレビ東京系アニメ『ジュエルペット ハッピネス』主題歌・『レディ ジュエルペット』エンディングテーマ。早稲田アカデミーCMソング。

## 発売形態
- 通常盤
初回特典：フェアリーズメンバー別フォトカード（全12種類中1種ランダム封入）
  - AVCD-16394：CD+DVD
  - AVCD-16395：CD
- イベント会場・mu-moショップ限定盤
  - AVC1-16396：CD+グッズ（オリジナルラバーストラップ、全6種類中1種ランダム封入）
- VISION FACTORY OFFICIAL SHOP・mu-moショップ・予約イベント会場限定盤
  - AVC1-16397：ピクチャーレーベルCD（全7種類中1種ランダム）
  - AVC1-16398：ピクチャーレーベルCD7枚（7種）セット、スリーブ仕様

## 収録曲

### CD+DVD盤
CD
1. Run With U
作詞：Satomi、作曲：LASSE HANSEN、編曲：KAZ
2. SILLY BOY
作詞：MOMO"mocha"N.、作曲：Adam Kapit・Ryan Jhun・JD Relic・Ashley Moua・Ichiro Suezawa、編曲：Adam Kapit
韓国の女性アイドルグループTAHITIの「Blow My Speakers Out」のカバー曲。
3. Run With U （Instrumental）
4. SILLY BOY（Instrumental）

DVD
1. Run With U -VIDEO CLIP-
2. Run With U -MAKING-
3. Run With U -TV size Dance Edition-

### CDのみ盤
1. Run With U
2. SILLY BOY
3. Wild Baby
作詞：Satomi、作曲：LISA DESMOND・CHRIS WAHLE・CHRISTIAN FAST、編曲：CHRIS WAHLE
4. Run With U （Instrumental）
5. SILLY BOY（Instrumental）
6. Wild Baby （Instrumental）

### 限定盤
1. Run With U
2. SILLY BOY